# 25368 Gailcolwell
25368 Gailcolwell (tên chỉ định: 1999 TQ96) là một tiểu hành tinh vành đai chính. Nó được phát hiện bởi dự án Nghiên cứu tiểu hành tinh gần Trái Đất Lincoln ở Socorro, New Mexico, ngày 2 tháng 10 năm 1999. Nó được đặt theo tên Gail Colwell, an American educator ở The Woodlands, Texas.